# Hon'inbō 1950
L'Hon'inbō 1950 è stata la quinta edizione del torneo goistico giapponese Hon'inbō.

## Torneo finale di qualificazione
| Giocatore       | U.H.  | H.F.  | M.K.  | A.H.  | Y.H.  | K.T.  | K.S.  | Risultato | Note                    |
| --------------- | ----- | ----- | ----- | ----- | ----- | ----- | ----- | --------- | ----------------------- |
| Utaro Hashimoto | –     | B+R   | W+5,5 | W+R   | B+R   | X     | W+R   | 5-1       | Qualificato alla finale |
| Hosai Fujisawa  | X     | –     | X     | B+R   | X     | B+3,5 | W+R   | 3-3       |                         |
| Minoru Kitani   | X     | W+1,5 | –     | X     | W+6,5 | X     | B+R   | 3-3       |                         |
| Akira Hasegawa  | X     | X     | W+7,5 | –     | X     | B+R   | B+R   | 3-3       |                         |
| Yutaro Hayashi  | X     | B+R   | X     | B+3,5 | –     | X     | W+4,5 | 3-3       |                         |
| Kaku Takagawa   | B+1,5 | X     | W+0,5 | X     | B+R   | –     | X     | 3-3       |                         |
| Kensho Suzuki   | X     | X     | X     | X     | X     | W+R   | –     | 1-5       |                         |

## Finale
La sfida fu giocata al meglio delle sette partite con un komi di 4,5 punti.